# Euphorbia mafingensis
Euphorbia mafingensis är en törelväxtart som först beskrevs av Hargr., och fick sitt nu gällande namn av Peter Vincent Bruyns. Euphorbia mafingensis ingår i släktet törlar, och familjen törelväxter. Inga underarter finns listade i Catalogue of Life.